# Shaun MacDonald
Shaun Benjamin MacDonald (ur. 17 czerwca 1988 w Swansea) – walijski piłkarz występujący na pozycji pomocnika. Zawodnik Wigan.

## Kariera klubowa
MacDonald zawodową karierę rozpoczynał w 2005 roku w Swansea City z League One. W tych rozgrywkach zadebiutował 27 sierpnia 2005 roku w wygranym 5:2 pojedynku z Walsall. W 2006 roku zdobył z klubem Football League Trophy. W 2008 roku awansował z nim do Championship. W tych rozgrywkach pierwszy mecz zaliczył 20 września 2008 roku przeciwko Burnley (1:1). Między styczniem 2009 roku a styczniem 2011 roku czterokrotnie był wypożyczany do Yeovil Town (League One). W marcu 2011 roku po raz piąty został wypożyczony do tego klubu.

## Kariera reprezentacyjna
MacDonald jest byłym reprezentantem Walii U-19 oraz U-21. W pierwszej reprezentacji Walii zadebiutował 12 października 2010 roku w przegranym 1:4 meczu eliminacji Mistrzostw Europy 2012 ze Szwajcarią.